# ŽNL Ličko-senjska 2019./20.
Ovaj članak je podtema članka: 5. rang HNL-a 2019./20.

ŽNL Ličko-senjska u sezoni 2019./20. predstavlja jedinu županijsku ligu u Ličko-senjskoj županiji, te ligu petog stupnja hrvatskog nogometnog prvenstva. 
 
U natjecanju sudjeluje 7 klubova, koji igraju trokružnu ligu (21 kolo, 18 utakmica po momčadi). 
 
Kao posljedica pandemije COVID-19 u svijetu i Hrvatskoj, u ožujku je došlo do prekida odigravanja nogometnih natjecanja u Hrvatskoj. 
 
6. svibnja 2020. Hrvatski nogometni savez je donio odluku o konačnom prekidu natjecanja za 2. HNL i sve ostale niže lige, te se njihov trenutni poredak uzima kao konačan.
 
 
U trenutku prekida vodeća momčad lige je bila "Lika 95" iz Korenice, te je proglašena prvakom. 
 
Odigrano je 11 od planiranih 21 kolo. 

## Sudionici
- Bunjevac-Gavran Krivi Put
- Croatia 92 Lički Osik
- Lika 95 Korenica
- Novalja
- Plitvice Mukinje (Plitvička Jezera)
- Sokolac Brinje
- Velebit Žabica

## Ljestvica
| mj. | klub                                | ut. | pob. | ner. | por. | gol+ | gol- | bod |
| --- | ----------------------------------- | --- | ---- | ---- | ---- | ---- | ---- | --- |
| 1.  | Lika 95 Korenica                    | 9   | 8    | 0    | 1    | 29   | 11   | 24  |
| 2.  | Novalja                             | 9   | 7    | 2    | 0    | 23   | 5    | 23  |
| 3.  | Bunjevac-Gavran Krivi Put           | 9   | 4    | 2    | 3    | 18   | 13   | 14  |
| 4.  | Plitvice Mukinje (Plitvička Jezera) | 9   | 3    | 3    | 3    | 17   | 21   | 12  |
| 5.  | Velebit Žabica                      | 8   | 3    | 2    | 3    | 20   | 19   | 11  |
| 6.  | Sokolac Brinje                      | 10  | 0    | 3    | 7    | 8    | 20   | 3   |
| 7.  | Croatia 92 Lički Osik               | 10  | 1    | 0    | 9    | 10   | 36   | 3   |

- jedna utakmica nije odigrana

## Rezultatska križaljka
Ažurirano: 22. svibnja 2020. (do odigranog 11. kola) 
| kratica | klub                                | BUG      | CRO      | LIKA | NOV | PLI | SOK      | VEL |
| --- | ----------------------------------- | -------- | -------- | ---- | --- | --- | -------- | --- |
| BUG | Bunjevac-Gavran Krivi Put           |          |          |      | 0:0 | 3:4 | 1:1      | 4:1 |
| CRO | Croatia 92 Lički Osik               | 0:3 p.f. |          | 0:2  | 1:6 | 1:3 |          | 1:6 |
| LIKA | Lika 95 Korenica                    | 1:0      | 5:2      |      |     | 5:2 | 3:2      | 5:1 |
| NOV | Novalja                             | 3:0      | 3:0 p.f. | 2:1  |     |     | 3:0 p.f. |     |
| PLI | Plitvice Mukinje (Plitvička Jezera) | 2:5      | 3:2      |      | 0:2 |     | 1:1      | 2:2 |
| SOK | Sokolac Brinje                      | 1:2      | 1:2      | 1:3  | 1:2 | 0:0 |          |     |
| VEL | Velebit Žabica                      |          | 4:1      | 1:4  | 2:2 |     | 3:0      |     |
| |                                     |          |          |      |     |     |          |     |
| podebljan rezultat - utakmice od 1. do 7. kola (1. utakmica između klubova) i od 15. do 21. kola (3. utakmica između klubova) rezultat normalne debljine - utakmice od 8. do 14. kola (2. utakmica između klubova) rezultat nakošen - nije vidljiv redoslijed odigravanja međusobnih utakmica iz dostupnih izvora rezultat nakošen i smanjen * - iz dostupnih izvora nije uočljiv domaćin susreta prekrižen rezultat - poništena ili brisana utakmica p - utakmica prekinuta 3:0 p.f. / 0:3 p.f. - rezultat 3:0 bez borbe |                                     |          |          |      |     |     |          |     |

 Izvori: 

## Najbolji strijelci
Izvor: 
 
Strijelci 10 i više golova u ligi.   
| 11 golova - Mihael Eldić (Lika 95) |

 Ažurirano: 22. svibnja 2020. 

## Vanjske poveznice
- nogometnisavezlsz.hr, Nogometni savez Ličko-senjske županije